# Toyota Vios
Toyota Vios — субкомпактный автомобиль, выпускающийся с октября 2002 года компанией Toyota. Поставляется в Юго-Восточную Азию, Китай и на Тайвань. Является заменой модели Toyota Tercel. Название Vios произошло от латинского слова Vio (вперёд). В Индонезии модернизированные Toyota Vios эксплуатируются в качестве такси под названием Toyota Limo.

## Первое поколение (XP40; 2002—2007)
Toyota Vios впервые был представлен в 2002 году на Auto China под индексом T-1. Базовой моделью стала Toyota Echo, которая продавалась в Китае под названием Xiali 2000. Его коэффициент лобового сопротивления составляет 0,29.
В октябре 2002 года сборка автомобилей началась в Тяньцзине на заводе FAW. Также автомобиль выпускался в Таиланде подразделением Toyota Gateway. Некоторые детали позаимствованы у Platz, а дизайн напоминает Toyota Corolla (E120).

В сентябре 2005 года автомобиль прошёл рестайлинг переднего бампера, фар и задних огней.
- Toyota Vios XP40
- 2005 Vios 1.5 G (NCP42)
- FAW Toyota Vios (NCP42)
- FAW Toyota Vios (NCP42)

## Второе поколение (XP90; 2007—2013)
Toyota Vios второго поколения является ребеджинговым вариантом Toyota Belta. Он продавался в странах Юго-Восточной Азии с апреля 2007 по март 2013 года с рестайлингом в 2010 и 2012 годах.
- Вид спереди
- Вид сзади

## Третье поколение (XP150; 2013—2022)
XP150 впервые был представлен 25 марта 2013 года в Бангкоке. В Африке, Южной Америке, Вест-Индии и на Ближнем Востоке автомобиль продавался под индексом Yaris. В Мексике и некоторых странах Южной Америки автомобиль продавался под названием Yaris Sedán вместе с Mazda2. Автомобиль не продавался в США, Канаде, Южной Африке, Австралии и Новой Зеландии. Модель участвовала в гонках One Make в Малайзии, Филиппинах и на Таиланде.
- FAW Toyota Vios
- Вид сзади
- 2017 Vios 1.5 TRD Sportivo
- Вид сзади
- Интерьер

В 2017 году автомобиль прошёл рестайлинг. В большинстве азиатских стран автомобиль продавался с 2018 года под индексами NSP151 (объём двигателя 1,5 л) и NSP150 (объём двигателя 1,3 л). В июле 2020 года автомобиль претерпел ряд существенных изменений, наиболее заметными из которых стали доработка дизайна переднего бампера и радиаторной решётки.
- 2017 Toyota Vios
- Вид сзади
- 2019 Vios 1.5 G
- 2021 Vios 1.5 G
- 2022 Vios 1.5 E
- 2021 Vios GR-S
- 2021 Vios GR-S
- Интерьер

## Четвёртое поколение (AC100; 2022 — настоящее время)
Четвёртое поколение Toyota Vios дебютировало 9 августа 2022 года в Таиланде. Автомобиль разработан компанией Daihatsu на базе Toyota Avanza.
- Toyota Yaris ATIV
- Вид сзади
- Интерьер